# Meteoro-Klasse
Die Meteoro-Klasse ist eine Klasse von 2.505 Tonnen verdrängenden Hochsee-Patrouillenbooten der Spanischen Armada. Das erste Boot wurde der Armada am 28. Juli 2011 übergeben, insgesamt wurden nur sechs von ursprünglich neun geplanten Patrouillen-Booten gebaut.

## Geschichte
Die Boote in Korvetten-Größe werden im Rahmen des Projektes Buques de Acción Marítima für Patrouillen und die verschiedensten Aufgaben in der exklusiven Wirtschaftszone des Königreichs Spanien beschafft. Die Firma Navantia erhielt den 340 Millionen Euro Entwicklungs- und Bauauftrag für die ersten vier Einheiten am 31. Mai 2006. Erste Gelder für das zweite, aus fünf Einheiten bestehende Baulos, waren im Haushalt für 2011 eingeplant. Drei davon sollten als Patrouillenboote ausgelegt werden, eins für Such- und Rettungseinsätze (SAR) und ein weiteres für die Ozeanforschung. Erst im Mai 2014 wurden zunächst zwei weitere Boote bestellt.
Die ersten beiden Einheiten trafen Anfang Juni 2012 in ihrem neuen Heimathafen Las Palmas ein, wo sie das Seegebiet zwischen den Kanaren und der westafrikanischen Küste überwachen sollen.

## Technik
Neben den oben erwähnten Aufgaben sind die Boote auch für Unterstützungs- und Hilfsmaßnahmen in Drittstaaten ausgelegt. Sie besitzen eine leichte Bewaffnung und sind für Rettungs- und Katastrophenmaßnahmen ausgestattet. Hierzu zählen medizinische Hilfe, Materialtransport und der Kampf gegen Umweltverschmutzung. Hierzu verfügen sie auch über ein Hubschrauberdeck inklusive zugehörigem Hangar. Sie sind mit Ausnahme einiger militärischer Aspekte nach zivilen Normen gebaut. Der Antrieb erfolgt mit einer CODOE-Anlage (CODOE = COmbined Diesel Or Electric), die aus zwei MTU-Dieselmotoren mit je 4500 kW und zwei Elektromotoren mit je 750 kW besteht.
Die Korvetten-Größe erlaubt eine gewisse Autonomie bei Einsätzen mit entsprechenden Unterbringungsmöglichkeiten für die Besatzung und weitere Personen. Die hochautomatisierten Waffen- und Sensorsysteme sind so ausgelegt, dass sie eine große Kompatibilität mit anderen Schiffen der Armada haben.

## Einheiten
| Kennung   | Name      | Bauwerft               | Kiellegung        | Stapellauf        | Indienststellung | Heimathafen |
| 1. Baulos | 1. Baulos | 1. Baulos              | 1. Baulos         | 1. Baulos         | 1. Baulos        | 1. Baulos   |
| --------- | --------- | ---------------------- | ----------------- | ----------------- | ---------------- | ----------- |
| P-41      | Meteoro   | Navantia, San Fernando | 13. März 2009     | 16. Oktober 2009  | 28. Juli 2011    | Las Palmas  |
| P-42      | Rayo      | Navantia, San Fernando | 3. September 2009 | 18. Mai 2010      | 26. Oktober 2011 | Las Palmas  |
| P-43      | Relámpago | Navantia, San Fernando | 17. Dezember 2009 | 6. Oktober 2010   | 6. Februar 2012  | Las Palmas  |
| P-44      | Tornado   | Navantia, San Fernando | 5. Mai 2010       | 21. März 2011     | 19. Juli 2012    | Las Palmas  |
| 2. Baulos |           |                        |                   |                   |                  |             |
| P-45      | Audaz     | Navantia, San Fernando | 29. April 2016    | 30. März 2017     | 27. Juli 2018    | Cartagena   |
| P-46      | Furor     | Navantia, Ferrol       | 29. April 2016    | 8. September 2017 | 21. Januar 2019  | Cartagena   |

Nach Planungen von 2017 sollten noch vier weitere Boote bestellt werden, drei als Patrouillenboote und ein Hilfsschiff als Ersatz der Neptuno.
Interesse am Erwerb solcher Boote haben Australien, Südafrika und die Türkei gezeigt.